# Champniers (Charente)
Champniers és un municipi francès situat al departament del Charente i a la regió de la Nova Aquitània. L'any 2007 tenia 5.001 habitants.

## Demografia

### Població
El 2007 la població de fet de Champniers era de 5.001 persones. Hi havia 1.972 famílies de les quals 360 eren unipersonals (156 homes vivint sols i 204 dones vivint soles), 800 parelles sense fills, 704 parelles amb fills i 108 famílies monoparentals amb fills.
La població ha evolucionat segons el següent gràfic:
Habitants censats

### Habitatges
El 2007 hi havia 2.125 habitatges, 1.996 eren l'habitatge principal de la família, 40 eren segones residències i 89 estaven desocupats. 2.089 eren cases i 30 eren apartaments. Dels 1.996 habitatges principals, 1.695 estaven ocupats pels seus propietaris, 274 estaven llogats i ocupats pels llogaters i 27 estaven cedits a títol gratuït; 2 tenien una cambra, 41 en tenien dues, 170 en tenien tres, 617 en tenien quatre i 1.166 en tenien cinc o més. 1.595 habitatges disposaven pel capbaix d'una plaça de pàrquing. A 688 habitatges hi havia un automòbil i a 1.201 n'hi havia dos o més.

### Piràmide de població
La piràmide de població per edats i sexe el 2009 era:
| Homes | Edats   | Dones |
| ----- | ------- | ----- |
| 0     | 95 o +  | 0     |
| 8     | 90 a 94 | 8     |
| 24    | 85 a 89 | 44    |
| 32    | 80 a 84 | 28    |
| 64    | 75 a 79 | 100   |
| 80    | 70 a 74 | 104   |
| 72    | 65 a 69 | 56    |
| 108   | 60 a 64 | 108   |
| 232   | 55 a 59 | 160   |
| 220   | 50 a 54 | 200   |
| 204   | 45 a 49 | 248   |
| 228   | 40 a 44 | 180   |
| 188   | 35 a 39 | 180   |
| 136   | 30 a 34 | 172   |
| 88    | 25 a 29 | 48    |
| 96    | 20 a 24 | 76    |
| 164   | 15 a 19 | 124   |
| 180   | 10 a 14 | 116   |
| 156   | 5 a 9   | 140   |
| 104   | 0 a 4   | 112   |

## Economia
El 2007 la població en edat de treballar era de 3.301 persones, 2.456 eren actives i 845 eren inactives. De les 2.456 persones actives 2.293 estaven ocupades (1.211 homes i 1.082 dones) i 163 estaven aturades (59 homes i 104 dones). De les 845 persones inactives 408 estaven jubilades, 231 estaven estudiant i 206 estaven classificades com a «altres inactius».

### Ingressos
El 2009 a Champniers hi havia 2.079 unitats fiscals que integraven 5.276 persones, la mediana anual d'ingressos fiscals per persona era de 20.411 €.

### Activitats econòmiques
Dels 466 establiments que hi havia el 2007, 4 eren d'empreses extractives, 3 d'empreses alimentàries, 6 d'empreses de fabricació de material elèctric, 1 d'una empresa de fabricació d'elements pel transport, 16 d'empreses de fabricació d'altres productes industrials, 63 d'empreses de construcció, 215 d'empreses de comerç i reparació d'automòbils, 19 d'empreses de transport, 26 d'empreses d'hostatgeria i restauració, 4 d'empreses d'informació i comunicació, 15 d'empreses financeres, 15 d'empreses immobiliàries, 35 d'empreses de serveis, 24 d'entitats de l'administració pública i 20 d'empreses classificades com a «altres activitats de serveis».
Dels 110 establiments de servei als particulars que hi havia el 2009, 3 eren oficines de correu, 2 oficines bancàries, 20 tallers de reparació d'automòbils i de material agrícola, 2 tallers d'inspecció tècnica de vehicles, 3 autoescoles, 10 paletes, 11 guixaires pintors, 9 fusteries, 11 lampisteries, 7 electricistes, 3 empreses de construcció, 7 perruqueries, 1 veterinari, 14 restaurants, 3 agències immobiliàries, 3 tintoreries i 1 saló de bellesa.
Dels 77 establiments comercials que hi havia el 2009, 1 era un hipermercat, 2 supermercats, 4 grans superfícies de material de bricolatge, 1 una botiga de menys de 120 m², 4 fleques, 1 una llibreria, 23 botigues de roba, 3 botigues d'equipament de la llar, 5 sabateries, 2 botigues d'electrodomèstics, 11 botigues de mobles, 7 botigues de material esportiu, 2 botigues de material de revestiment de parets i terra, 1 un drogueria, 2 perfumeries, 5 joieries i 3 floristeries.
L'any 2000 a Champniers hi havia 55 explotacions agrícoles que ocupaven un total de 2.728 hectàrees.

## Equipaments sanitaris i escolars
El 2009 hi havia 2 farmàcies i 1 ambulància.
El 2009 hi havia 1 escola maternal i 3 escoles elementals.
Champniers disposava d'un centre de formació no universitària superior.

## Poblacions més properes
El següent diagrama mostra les poblacions més properes.